# Intro (tidskrift)
Intro var en tyskspråkig tidskrift med säte i Köln som grundades av 1992. Tidskriften var månatlig och utkom med tio nummer per år.
Magasinet behandlade musik, populärkultur och livsstilsfrågor och var både gratis med cirka 1 500 utlämningsplatser och möjlig att prenumerera på. Upplagan var 100 000 exemplar.
Tidskriften lades ner 2018.